# Шагу
Шагу (рум. Șagu) — село у повіті Арад в Румунії. Адміністративний центр комуни Шагу.
Село розташоване на відстані 418 км на північний захід від Бухареста, 11 км на південь від Арада, 34 км на північ від Тімішоари.

## Населення
За даними перепису населення 2002 року у селі проживали 2023 особи.
Національний склад населення села:
| Національність | Кількість осіб | Відсоток |
| -------------- | -------------- | -------- |
| румуни         | 1907           | 94,3%    |
| угорці         | 54             | 2,7%     |
| німці          | 42             | 2,1%     |
| болгари        | 8              | 0,4%     |
| українці       | 5              | 0,2%     |
| словаки        | 5              | 0,2%     |

Рідною мовою назвали:
| Мова       | Кількість осіб | Відсоток |
| ---------- | -------------- | -------- |
| румунська  | 1940           | 95,9%    |
| угорська   | 35             | 1,7%     |
| німецька   | 33             | 1,6%     |
| українська | 5              | 0,2%     |
| болгарська | 5              | 0,2%     |